# Bolko I. (Oppeln)
Bolko I. von Oppeln, auch Boleslaw (Boleslaus) I. von Oppeln, polnisch Bolko I. opolski, tschechisch Boleslav Opolský, (* um 1254/58; † 14. Mai 1313) war 1281 bis 1313 Herzog von Oppeln. Politisch stand er auf der Seite des böhmischen Königs Wenzel II., dessen Vertrauen er genoss und der ihn 1291 zum Statthalter von Krakau ernannte. 1292–1295 war er Hauptmann von Kleinpolen und 1312 Krakauer Statthalter des böhmischen Königs Johann von Luxemburg.

## Herkunft und Familie

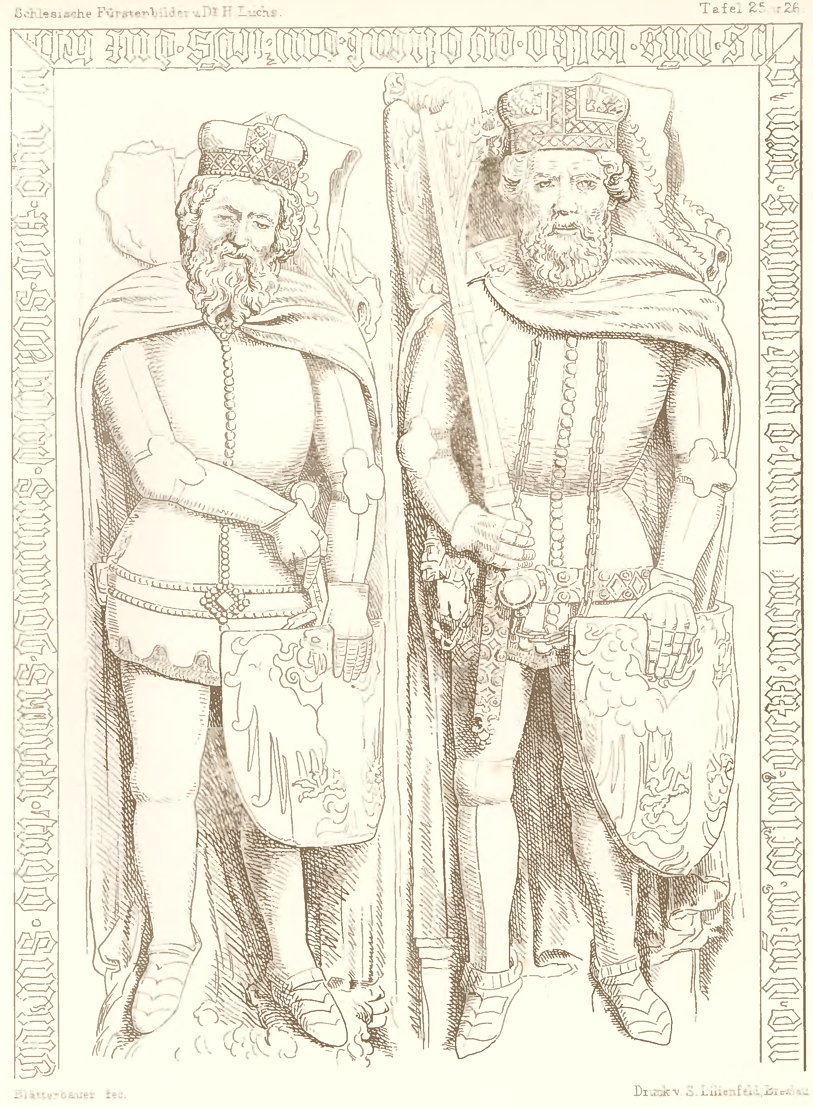
Hochgrab Bolkos II. von Falkenberg und seines Bruders Bolko II. von Oppeln in der St.-Annen-Kapelle im Oppelner Franziskanerkloster

Bolko entstammte dem Oppelner Zweig der Schlesischen Piasten. Seine Eltern waren Wladislaus I. von Oppeln und Euphemia († nach 1281), Tochter des großpolnischen Herzogs Władysław Odon. Bolko heiratete etwa 1280 Gremislawa (oder Agnes N. N.; † 1301). Der Ehe entstammten die Söhne
1. Bolko von Falkenberg,
2. Bolko II. von Oppeln,
3. Albert von Strehlitz.

## Leben
Nach dem Tod von Bolkos Vater Wladislaus I. von Oppeln 1281 wurde dessen Herzogtum Oppeln-Ratibor in vier Teilherzogtümer aufgeteilt und an seine vier Söhne übergeben:
- Mieszko I. (1252/1256–1315) erhielt zunächst gemeinsam mit dem jüngsten Bruder Primislaus, der unter Mieszkos Vormundschaft stand, das Herzogtum Ratibor mit den Gebieten von Teschen und Auschwitz. Aus den Gebieten von Teschen und Auschwitz wurde für ihn 1290 das Herzogtum Teschen gegründet, dessen erster regierender Herzog er war.
- Kasimir II. (1253/1257–1312) erhielt das Herzogtum Beuthen und nannte sich ab 1286 auch Herzog von Cosel;
- Primislaus (1258–1306) stand zunächst unter der Vormundschaft seines ältesten Bruders Mieszko, mit dem er zunächst gemeinsam und ab 1290 allein das Herzogtum Ratibor regierte.

Das um die vorstehenden Gebiete verkleinerte Herzogtum Oppeln erhielt der drittgeborene Sohn Bolko, der Oppeln zu seiner ständigen Residenz wählte. Die Titulatur Herzog von Oppeln benutzten auch seine drei Brüder. Dadurch sollte die Zusammengehörigkeit ihrer Gebiete betont werden. Ein Jahr nach der Regierungsübernahme gründete Bolko 1282 das Zisterzienserkloster Himmelwitz. Zu seinen weiteren Gründungen gehören u. a. Lublinitz und Krappitz.
Im Streit des Herzogs Heinrich IV. mit dem Breslauer Bischof Thomas II., der 1282 erneut ausbrach und bei dem es u. a. um die Eigentumsfragen von 65 Dörfern ging, die ohne landesherrliche Genehmigung im Bistumsland angelegt worden waren, sowie um die Zahlung des Zehnts, bemühte sich Bolko, den Streit zu schlichten. Im April 1287 brachte er in Oppeln die adligen Vertreter des Herzogs Heinrich zu einem Gespräch mit dem Bischof zusammen, der sich zu Bolkos Bruder Mieszko I. nach Ratibor geflüchtet hatte.
Politisch wandten sich Bolko und seine Brüder Böhmen zu. Bereits am 9. Januar 1289 nahm Bolkos Bruder Kasimir von Beuthen als erster schlesischer Herzog die böhmische Lehenshoheit an. Während der innerpolnischen Kämpfe nach dem Tod des Herzogs Leszek II. von Krakau führte Bolko zusammen mit Primislaus/Primko I. von Sprottau und Steinau ein schlesisches Entsatzheer nach Krakau, das jedoch am 26. Februar 1289 eine schwere Niederlage durch die Truppen Bolesław von Płocks und Władysław Ellenlangs erlitt. Primislaus/Primko fand den Tod und Bolko geriet verwundet in Gefangenschaft. Am 8. August 1289 trafen sich in Troppau Bolko und andere schlesische Herzöge mit König Wenzel, von dem sie eine Unterstützung ihrer politischen Vorhaben erbaten. Dem ebenfalls anwesenden Schweidnitzer Herzog Bolko I. trat Wenzel die bis dahin böhmische Stadt Schömberg sowie einige Dörfer ab.
Am 17. Januar 1291 schloss König Wenzel II. in Olmütz ein Bündnis mit Bolko und dessen Bruder Mieszko. Damit verpflichteten sich beide, Wenzel bei der Durchsetzung seiner Rechte gegen jedermann beizustehen und gelobten, an einem möglichen Feldzug Wenzels persönlich teilzunehmen oder gegebenenfalls ihre Mannen zu entsenden. Zudem versprachen sie, dem König jederzeit ihre Burgen zu öffnen. Für den Fall von Eroberungen stellte ihnen Wenzel eine Belohnung in Aussicht. Bereits im Frühjahr 1291 beteiligten sich Bolko und andere oberschlesische Herzöge an der Einnahme Krakaus durch die böhmischen Truppen Wenzels, der anschließend Bolko als seinen Statthalter in Krakau einsetzte.
Im August 1292 gehörte Bolko zusammen mit seinem Bruder Kasimir sowie den Herzögen Heinrich V. von Breslau-Liegnitz und Bolko I. von Schweidnitz zur Begleitung König Wenzels, der unter dem Jubel der deutschen Bürgerschaft und des Adels Kleinpolens seinen Einzug in Krakau hielt und am 9. Oktober 1292 im Lager bei Sieradz Władysław Ellenlang zum Verzicht auf Krakau und Sandomir zwang. Dort bezeugten vier Tage später Bolko, sein Bruder Kasimir, Nikolaus I. von Troppau, Herzog Bolesław von Masowien und Przemysław II. von Großpolen sowie die Bischöfe von Gnesen, Prag und Olmütz, dass sich Władysław Ellenlang dem böhmischen König Wenzel II. als seinem Lehnsherrn unterworfen habe. Anschließend ernannte König Wenzel Bolko von Oppeln zum Landeshauptmann von Kleinpolen. Dieses Amt bekleidete er bis 1295. Nachfolger wurde der Troppauer Herzog Nikolaus I.
Im Streit Władysław Ellenlangs mit seinem Schwager Heinrich III. von Glogau, der am 10. März 1296 mit einem Vergleich endete, wurde Heinrich von Glogau, der zur böhmischen Partei übergegangen war, und Bolko von Oppeln je die Hälfte des Landes Klobusien (Land an der Warthe) zugestanden. Pfingsten 1297 nahm Bolko zusammen mit anderen oberschlesischen Herzögen sowie mit Heinrich von Glogau und Bolko I. von Schweidnitz an der feierlichen Krönung Wenzels II. in Prag teil. Im Frühjahr 1298 begleitete er Wenzel II. nach Wien zu Gesprächen mit Albrecht von Österreich. Nach Albrechts Wahl zum römisch-deutschen König nahm er an dessen Feldzug gegen den abgesetzten Adolf von Nassau teil, der am 2. Juli 1298 in der Schlacht bei Göllheim den Tod fand. 1300 gehörte Bolko mit seinem Bruder Kasimir zum Gefolge Wenzels, der einen Heereszug gegen Großpolen unternahm und sich anschließend in Gnesen zum König von Polen krönen ließ.
Im Jahre 1311 unterstützte Bolko zusammen mit dem Krakauer Bischof Johann Muskata den vom Krakauer Vogt Albert angeführten Aufstand der deutschen Bürgerschaft Krakaus gegen Herzog Władysław Ellenlang. Vermutlich deshalb ernannte der böhmische König Johann von Luxemburg 1312 Bolko von Oppeln zu seinem Krakauer Statthalter. Dieses Amt bekleidete Bolko bis zur Rückeroberung Krakaus durch Władysław Ellenlang. Kurz vor seinem Tod 1313 verkaufte Bolko den Breslauer Bürgern den Fußgängerzoll in den Städten seines Herzogtums.
Bolko/Boleslaus von Oppeln starb nach einer über 30-jährigen erfolgreichen Regierungstätigkeit. Sein Leichnam wurde in der von ihm errichteten St.-Annen-Kapelle des Oppelner Franziskanerklosters beigesetzt. Sein Herzogtum wurde unter seine drei Söhne geteilt.